# Per Adolf Sondén
Per Adolf Sondén, född 12 maj 1792 i Landeryds socken, Östergötland, död 2 juni 1837 i Stockholm, var en svensk präst och litteraturhistoriker, sonson till Sven Sondenius, bror till Carl Ulrik och Anders Fredrik Sondén.   

## Biografi
Sondén var skolkamrat till Carl Fredrik Dahlgren vid Linköpings gymnasium 1809 blev han student vid Uppsala universitet. Efter att 1822 ha blivit pastorsadjunkt i Adolf Fredrik befordrades han 1826 till bataljonspredikant vid Svea livgarde, 1831 till notarie vid stadens konsistorium och 1833 till komminister i Klara. År 1832 anställdes han som sekreterare vid revisionen över rikets elementarläroverk och i Samfundet Pro fide et christianismo samt var vid 1834–1835 års riksdag prästeståndets sekreterare.
Han slöt sig till de unga östgötar som med Sondéns kusin P.D.A. Atterbom i spetsen bildade nya skolans kärntrupp. Han lämnade bidrag till Phosphoros och Poetisk kalender samt utgav Sagobrott: Nickenbak, Fröken Snöhvit (1812), en tolkning av Adam Gottlob Oehlenschlägers tragedi Correggio (s.å.) samt Fredmans handskrifter av Bellman (1813). 1814 deltog han i fälttåget mot Norge. Han blev 1815 filosofie magister och prästvigdes 1817. Sondén flyttade sedan till Stockholm och delade sin tid mellan prästarbetet, författarskap och litterär forskning.

### Skrifter (urval)
- Sago-brott: Nickenbak ; Fröken Snöhvit (Uppsala, 1812)
- Vocabularium latino-svecanum = Latinsk-swensk glosbok (Stockholm, 1819)
- Dikter (Stockholm, 1829)
- Herrman och Clara: sannfärdig novell ("romantiserad af S-n", Linköping, 1835)

### Översättningar (urval)
- Adam Oehlenschläger: Correggio, sorgespel (Uppsala, 1812)
- Christoph Christian Sturm: Tal wid ungdomens inwigning till dess första nattwardsgång (Stockholm, 1820)
- Samuel Baur: Grifte-tal, till underwisning och tröst (Stockholm, 1825)
- Friedrich Strauss: Klockljuden: minnen ur en ung själasörjares lefnad (Glockentöne: Erinnerungen aus dem Leben eines jungen Geistlichen) (Mariefred, 1827)
- Philipp Konrad Marheineke: Lärobok i christendomen för de öfre claszerna på gymnasierna och för den mognare ungdomen i allmänhet (Stockholm, 1827)
- Martin Luther: Doct. Martin Luthers Skrifter: i ett efter tidens behof lämpadt urwal (Stockholm, 1828–1829)
- Martin Luther: Doctor Martin Luthers Större Catechismus (Der grosse Katechismus) (Stockholm, 1834)

### Psalmer
- Den svenska psalmboken 1819
  - 359 Mig dagen flyr